# Robert Rusler
Robert Rusler (Fort Wayne, Indiana, 20 de setembro de 1965), é um ator americano.
Conhecido pelo personagem Warren Keffer na série de televisão Babylon 5. É conhecido também por seu papel em Vamp - A noite dos Vampiros.